# Flaminio Gualdoni
Flaminio Gualdoni (Cuggiono, 29 settembre 1954) è un critico d'arte, storico dell'arte e museologo italiano.

## Biografia
Nato a Cuggiono il 29 settembre 1954, dal 1980 insegna storia dell'arte all'Accademia di Belle Arti di Brera a Milano.
Dal 1988 al 1994 ha diretto la Galleria Civica di Modena, dal 1995 al 1999 i Musei Civici di Varese, nel 2005 e 2006 la Fondazione Arnaldo Pomodoro, Milano.
È stato commissario alla 44ª Esposizione internazionale d'arte di Venezia, 1990 e membro del comitato scientifico della Fondazione Sandretto Re Rebaudengo e dell'Archivio Manzoni.
Ha curato, tra le altre, le mostre museali di Vasco Bendini, Osvaldo Licini, Gastone Novelli, Giuseppe Capogrossi, Salvatore Scarpitta, Mario Mafai, Jean Fautrier, Lucio Fontana, Enzo Cucchi, Urs Lüthi, Jaume Plensa, George Grosz, Piero Manzoni, Marino Marini, Arnaldo Pomodoro, Giacomo Manzù, Massimo Campigli, Leonardo Cremonini, André Villers, Antoni Tàpies, Meret Oppenheim, Shimizu Tetsuro.
Dal 1985 collabora alle pagine culturali del Corriere della Sera e dal 2006 tiene la rubrica Il criptico d'arte in Il Giornale dell'Arte. Tra il 2003 e il 2009 dirige la rivista FMR fondata da Franco Maria Ricci e nel 2007 fonda La rivista FMR Bianca. Ha collaborato con rubriche d'arte a Il Giorno, La Domenica del Corriere, Italia Oggi, Gente, Rai Radio 2, Rai Radio 3. Per la trasmissione Appunti di volo di RAI Radio 3 nel 2002 gli è stato assegnato il Premio Venezia alla Comunicazione in occasione del 6º Salone dei beni e delle attività culturali, Venezia.
È stato tra i fondatori del gruppo epidemiC con il quale ha partecipato nel 2001 a D.I.N.A., Salara, Bologna; 49ª Esposizione Internazionale d'Arte. Platea dell'umanità, Esposizione internazionale d'arte di Venezia, Venezia; El cuerpo del arte, I Bienal de Valencia; nel 2002 a I love you, Museum für Angewändte Kunst, Francoforte; nel 2003 a Ars Electronica Festival, Linz, e Transmediale, Berlino; nel 2005 a Connessioni Leggendarie Net.Art (1995-2005), Mediateca di Santa Teresa, Milano.
Nel 2024 è stato nominato Accademico Cultore dell'Accademia nazionale di San Luca.

## Opere
- Turcato, Ravenna, Essegi, 1982
- Arte a Roma 1945-1980, Milano, Politi, 1988
- Vasco Bendini, (con Fabrizio D'Amico), Roma, Continua, 1993
- Franco Fontana, Milano, Motta, 1994
- Le forme del presente, Torino, UTET, 1997
- Ico Parisi. La casa, Milano, Electa, 1999
- Arte italiana del Novecento, Milano, Electa, 1999
- Shimizu Tetsuro, Milano, Galleria Morone 6, 1999, 2002
- Arte in Italia 1943-1999, Vicenza, Neri Pozza, 2000
- Il trucco dell'avanguardia, Vicenza, Neri Pozza, 2001
- Davide Benati, Milano, Silvana, 2001
- Giulio Turcato, Milano, Silvana, 2002
- Nanni Valentini, Milano, Silvana, 2005
- Arte classica, Milano, Skira, 2007
- Arnaldo Pomodoro. Catalogo generale, Milano, Skira, 2007
- Tesori d'Italia, 7 volumi, Bologna, FMR, 2007
- Una storia del libro, Milano, Skira, 2008
- Art, Milano, Skira, 2008
- Dizionario dei termini artistici, Milano, Skira, 2010
- Storia generale del Nudo, Milano, Skira, 2012
- Vasco Bendini, (con Ivo Iori), Parma, Grafiche Step, 2012
- Piero Manzoni, Vita d'artista, Monza, Johan & Levi, 2013
- Breve storia della "Merda d'artista", Milano, Skira, 2014
- Corpo delle immagini, immagini del corpo. Tableaux vivants da san Franceso a Bill Viola, Monza, Johan & Levi, 2017
- Storia dell'arte europea, Torino, UTET, 2018
- Piero Manzoni. An Artist's Life, New York, Gagosian, 2019